# Gustau IV Adolf de Suècia
Gustau IV Adolf de Suècia   (palau reial d'Estocolm, 1 de novembre de 1778 - Sankt Gallen, 7 de febrer de 1837) va ser rei de Suècia des de 1792 fins a la seva abdicació l'any 1809. Pertanyia a la dinastia Oldenburg-Holstein-Gottorp. Durant el seu regnat i a conseqüència de les guerres napoleòniques, Suècia perdé definitivament Finlàndia i els territoris transbàltics de Pomerània.
Era fill del rei Gustau III de Suècia i de la seva muller Sofia Magdalena de Dinamarca, per bé que tota la seva vida corregué la brama que en realitat el seu pare biològic era el comte Adolf Frederik Munck af Fulkila. Educat primer per Maria Aurora Uggla, confident de la reina mare, i després pel noble d'idees liberals Nils von Rosenstein, als catorze anys i ran de l'assassinat del seu pare (1792), es veié proclamat rei sota la regència del seu oncle Carles, duc de Södermanland i futur rei Carles XIII.
L'any 1796 el seu oncle li arranjà un viatge a San Petersburg per tal de negociar el seu casament amb la gran duquessa Alexandra Pavlovna, neta de la tsarina Caterina la Gran. El compromís, tanmateix, fracassà, perquè el jove es negà en rodó a acceptar el culte ortodox de la futura reina que la cort russa posava com a condició.
Aquell mateix 1796 Gustau IV Adolf assolí la majoria d'edat i, per tant, cessà la regència de l'oncle i el mandat del favorit d'aquest, Gustav Adolf Reuterholm, molt odiat pel poble suec. Això li atorgà una gran popularitat. L'any següent es casà amb Frederica Dorotea de Baden, alhora que feia les paus amb el tsar Pau I perquè tots dos compartien una gran aversió per les idees republicanes que venien de França. De mica en mica es tornà absolutista i reaccionari. Tal era en temor que Gustau IV Adolf tenia del jacobinisme, que va retardar diversos anys la cerimònia de la seva coronació perquè això l'obligava a convocar el Riksdag, els estats generals. Al final, a conseqüència del desgavell de les finances de l'estat i de la penúria que patia el país a causa de tres successives males collites, els va haver de convocar el 1800 a Norrköping, però hi fou rebut de manera tan hostil que mai més no reuní l'assemblea.
L'any 1805 s'uní a la Tercera Coalició contra Napoleó Bonaparte, però de seguida l'exèrcit francès ocupà els territoris suecs de Pomerània. El tsar, teòric aliat de Suècia, va canviar de bàndol: va concloure una pau separada amb França (tractat de Tilsit), es va aliar amb Dinamarca i immediatament ocupà Finlàndia. Gustau IV Adolf, derrotat, hagué de renunciar a aquest territori pel Tractat de Fredrikshamn de 1809.
Tanmateix les idees revolucionàries havien anat penetrant a Suècia. La ineptitud del rei tant en l'administració com en la diplomàcia i en la guerra provocà una revolta de l'exèrcit. Uns oficials s'aixecaren a Karlstad, mentre uns altres irrompien al palau reial d'Estocolm (13 de març de 1909), detenien el rei i tota la seva família i els recloïen al castell de Gripsholm. Els estats generals foren convocats a correcuita i nomenaren un govern provisional sota la presidència del duc de Södermanland, l'antic regent. El 29 de març següent Gustau IV Adolf signava l'abdicació del tron en el seu fill, però no li fou acceptada en aquelles condicions: l'assemblea revolucionària, adduint els antics rumors sobre la il·legitimitat del rei, li exigiren la renúncia incondicional per a ell i per a tota la seva descendència. El dia 5 de juny el duc de Södermanland era proclamat rei amb el nom de Carles XIII, després que jurés una improvisada constitució. Gustau IV i la seva família van ser deportats a Dinamarca i des d'allí es traslladaren al Gran Ducat de Baden, el país natal de la reina.
Gustau IV Adolf es divorcià d'ella l'any 1812 i l'abandonà amb els seus cinc fills. Durant anys vagà per tot Europa utilitzant els noms de "comte de Gottorp" i de "coronel Gustafsson". Tingué diverses amants i fills naturals. Al final es radicà a Basilea i més tard (1833) a Sankt Gall, a Suïssa. Morí a la pensió Weisses Rössl d'aquesta ciutat, sol i en total indigència.
L'any 1881 en rei Òscar II de Suècia repatrià les restes de Gustau IV Adolf i les feu sebollir al panteó reial de Riddarholmen, a Estocolm.